# Saken Bibosynov
Saken Bibosynov (en kazajo: Сәкен Бибосынов; Turkestán, 30 de enero de 1992) es un deportista kazajo que compite en boxeo.
Participó en los Juegos Olímpicos de Tokio 2020, obteniendo una medalla de bronce en el peso mosca. Ganó dos medallas en el Campeonato Mundial de Boxeo Aficionado, oro en 2021 y bronce en 2019.

## Palmarés internacional
| Juegos Olímpicos   | Juegos Olímpicos      | Juegos Olímpicos  | Juegos Olímpicos |
| Año                | Lugar                 | Medalla           | Categoría        |
| ------------------ | --------------------- | ----------------- | ---------------- |
| 2020               | Tokio (Japón)         | Medalla de bronce | 52 kg            |
| Campeonato Mundial |                       |                   |                  |
| Año                | Lugar                 | Medalla           | Categoría        |
| 2019               | Ekaterimburgo (Rusia) | Medalla de bronce | 52 kg            |
| 2021               | Belgrado (Serbia)     | Medalla de oro    | 51 kg            |